# Orla Frøsnapper
Orla Frøsnapper (no Brasil: Cara de Sapo e em Portugal: Freddy Cara de Sapo) é um filme de animação de 2011 da Dinamarca dirigido por Peter Dodd. No Brasil, o filme foi exibido no canal Cartoon Network. Em Portugal, foi exibido na RTP2 e na RTP Açores.

## Elenco
- Nikolaj Lie Kaas como Orla Frøsnapper/Tryllekunster/Klovn
- Thure Lindhardt como Victor
- Nicolaj Kopernikus como Jakob/Lille Louis/Kontrollør/Fakir
- Katrine Falkenberg como Clara
- Margrethe Koytu como Fru Olsen
- Ole Thestrup como Smeden/Slagter Jørgensen
- David Bateson como Bardini
- Cecilie Stenspil como Fru Svensson/Fru Strong/Fru Sivertsen
- Lars Thiesgaard como Mister Strong
- Lasse Lunderskov como Kanonkongen/Hr. Svensson/Kanonmand
- Lars Ranthe como Linedanser